# Pak Tu-jin
Pak Tu-jin (o Park Tu-jin) (1916-1998) fue un poeta coreano.

## Biografía
Pak Tu-jin nació en Anseong, a 40 millas de Seúl, en Corea del Sur. Su familia fue demasiado pobre para proporcionarle una educación sistemática. Publicó sus primeros poemas en 1939. Falleció el 16 de septiembre de 1998.
Después de la liberación de Corea, Pak Tu-jin, junto a Kim Dongri, Cho Yeonhyeon y Seo Jeongju, crearon la Asociación de Escritores Jóvenes Coreanos. Trabajó como profesor en las universidades Ewha, Yonsei, Corea y Woosuk, y también en la Universidad Chugye de Artes.

## Obra
El Instituto de Traducción Literaria de Corea resume las contribuciones de Pak Tu-jin (que a veces escribió bajo el seudónimo "Hyesan") a la literatura coreana de este modo:
Pak Tu-jin es uno de los poetas más prolíficos y renombrados de literatura moderna coreana. Como se muestra en su primera colección de poesía Antología del ciervo azul (Cheongnokjip, 1946), de la que fue coautor con Park Mokwol y Cho Jihun, su poesía toma la mayoría de las veces a la naturaleza como sujeto. Por medio de versos que cantan sobre verdes prados, pájaros que cantan, ciervos jugando y puestas de sol, el poeta muestra sus pensamientos sobre temas sociales y políticos. Según un crítico, "Una colina aromática" (HyangHyeon), uno de sus primeros poemas en publicarse, usa este simbolismo para profetizar la liberación de Corea del Imperio japonés. La pacífica coexistencia de animales salvajes y plantas en HyangHyeon puede interpretarse como la fuerza latente de la nación; y la llama que surge de la cresta de la montaña, como la pasión creativa del pueblo.
Es por el significado particular de los símbolos de la naturaleza en su poesía que la calidad lírica de sus poemas es superior a la de cualquier otra poeta coreano romántico o de lírica pastoral. El rol del mundo natural en su poesía es el de un catalizador para enternder el mundo del hombre, más que un fin en sí mismo. Caracterizar su posición poética como un estado de intercambio entre él mismo y la naturaleza es un error, según el crítico Cho Yeonhyeon. Park Tu-jin trabaja desde una posición que presupone la imposibilidad de distinguir entre ambos.
Con la publicación de sus recopilaciones El sol (Hae, 1949) y Oración vespertina (Odo, 1953), Park Tu-jin también empezó a trazar el ideal cristiano en su poesía, y al mismo tiempo a mostrar una dirección poética particular. Inspirado por la poderosa conciencia de la situación del pueblo después de la Guerra de Corea, publicó obras que mostraban rabia y crítica por las distintas políticas y realidades sociales que veía como algo absurdo. Incluso en los sesenta, con las recopilaciones La araña y la constelación (Geomi wa Seongjwa, 1962) y Una jungla humana (Ingan millim, 1963), continuó buscando una solución creativa a las dificultades de su tiempo, representando la historia no como algo dado, sino como un proceso moldeado por todos los participantes. La onomatopeya, las expresiones figurativas y las declaraciones poéticas en forma de prosa son quizá las técnicas más usadas por él durante este periodo. En los años setenta, cuando publicó recopilaciones como Crónicas del agua y la piedra (Suseok yeoljeon, 1973) y Abrazo infinito (Poongmuhan), la naturaleza de su poesía evolucionó otra vez. Basada ahora en su autorrealización, estos poemas revelan la cumbre absoluta del autodescubrimiento, en la cual el tiempo y el espacio infinito son recorridos con libertad. De este modo, Park Tu-jin es conocido como un artista que elevó la poesía al nivel de la ética y la religión, y hoy es valorado como un poeta con conciencia temática más que de sofisticaciones técnicas.

## Obras en coreano
- La colina fragante
- Hijo del calvario
- Sol, mi ciudad natal
- El jarrón de porcelana blanca encontrado en la aldea Potanli
- Vuelta del mar de la noche
- El pico Insu

## Premios
- Premio literario Asian Liberty, 1956
- Premio cultura de la Ciudad de Seúl, 1962
- Premio cultural Samil, 1970
- Premio del Consejo de Corea, 1976

## Referenceçias
1. 1 2  ”Pak Dujin" LTI Korea Datasheet available at LTI Korea Library or online at: http://klti.or.kr/ke_04_03_011.do# Archivado el 21 de septiembre de 2013 en Wayback Machine.
2. ↑  «Naver Search». Naver. Consultado el 7 de diciembre de 2013.
3. 1 2 3  Source-attribution|"Pak Dujin" LTI Korea Datasheet available at LTI Korea Library or online at: http://klti.or.kr/ke_04_03_011.do# Archivado el 21 de septiembre de 2013 en Wayback Machine.